# Izochromosom
Izochromosom – wadliwy chromosom powstały zwykle z połączonych 2 jednakowych ramion (2 krótkich albo 2 długich) chromosomów, z których powstał (ma to miejsce zazwyczaj podczas podziału tetrady). Może wystąpić w większości chromosomów, także X. Zapisywany przez literę i oraz numer danego chromosomu w nawiasie wraz z podaniem, które ramię – p czy q- w podwójnej wersji tworzy chromosom. Może być letalny.